# Myrmarachne radiata
Myrmarachne radiata este o specie de păianjeni din genul Myrmarachne, familia Salticidae. A fost descrisă pentru prima dată de Thorell, 1894. Conform Catalogue of Life specia Myrmarachne radiata nu are subspecii cunoscute.